# Noël-François Changeon
Noël-François Changeon, né à Laval le 28 novembre 1760, où il est mort le 21 janvier 1828, est un prêtre catholique séculier français qui fut curé de l'église Saint-Vénérand de Laval et l'auteur d'un ouvrage et d'un manuscrit. 

## Biographie
Il est le fils de Jean Changeon, et de Barbe Verger. Il est vicaire de l'église de la Trinité de Laval, et titulaire de la chapelle de Villiers, lors de la prestation du serment constitutionnel qu'il refuse. Déporté d'abord à Jersey (13 septembre 1792), il est ensuite à Zamora, au royaume de Léon. 
Il revient à Laval en 1801 et reprend ses fonctions à la Trinité. Dans une cérémonie religieuse destinée à célébrer l'anniversaire du couronnement de Napoléon Ier et de la victoire d'Austerlitz, l'abbé Changeon prononça un long discours sur les devoirs de chaque citoyen envers son prince et sa patrie et la gloire des armées françaises. Il est curé de Saint-Vénérand en 1809, puis chanoine honoraire du Mans en 1820. 
Son frère, Pierre Changeon (1762, Laval - 1825), était vicaire. Déporté, il alla en Espagne. Après le Concordat, il fut curé de Beaulieu-sur-Oudon. Le signalement de Noël Changeon était en 1792 le suivant : taille, 5 pieds 4 pouces, cheveux et sourcils blonds, yeux roux, nez long et aquilin, bouche moyenne, menton rond, visage rond.
Il laissé sur l'église Saint-Vénérand de Laval beaucoup de notes, reprise par Louis-Julien Morin de la Beauluère.

## Publications
- Le Discours de 1806 fut imprimé à 800 exemplaires, aux frais du département de la Mayenne et envoyé à tous les fonctionnaires, aussi bien qu'aux curés, Boutevilain-Grandpré, 19 p. in-8.
- Un mémoire manuscrit intitulé : Tableau de la persécution exercée contre le clergé catholique dans le département de la Mayenne, pendant la Révolution. Ce travail comprend une suite de notices sur les prêtres assassinés ou condamnés à mort à cette époque. Il avait été écrit, vers 1817, pour l'abbé Guy-Toussaint-Julien Carron, qui l'a inséré, presque en entier, dans son ouvrage des Confesseurs de la foi[7]

## Source partielle
- « Noël-François Changeon », dans Alphonse-Victor Angot et Ferdinand Gaugain, Dictionnaire historique, topographique et biographique de la Mayenne, Laval, A. Goupil, 1900-1910 [détail des éditions] (BNF 34106789, présentation en ligne), t. I ;
- Isidore Boullier, Mémoires ecclésiastiques ;
- Dom Piolin, Histoire de l'Église du Mans.